# Ilusão de Jastrow

Ilusão de Jastrow.

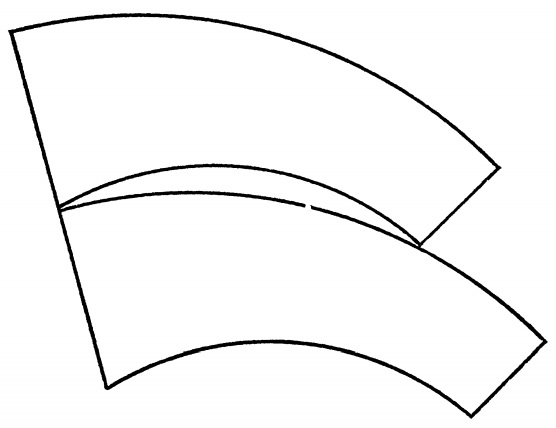
Ilusão estudada por Jastrow (1892)

Nesta imagem nota-se que estas imagens são do mesmo tamanho

Ilusão de Jastrow é um fenômeno perceptivo, que consiste na ilusão de percepcionar figuras isométricas com dois limites curvos como sendo de tamanhos diferentes, quando alinhadas verticalmente, sendo que a figura no topo parece menor. É também conhecida por Ilusão Segmento de Anel, Ilusão Área de Wundt ou Ilusão Wundt-Jastrow.

## Principais Enquadramentos Teóricos

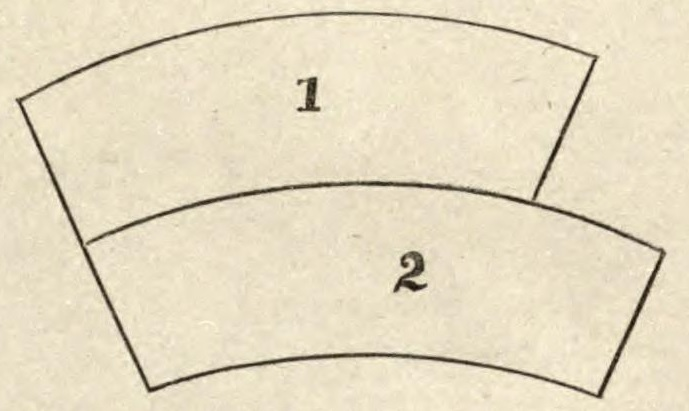
Ilusão de Jastrow, em The World of Wonders (1873)

A primeira referência à ilusão é no livro The World of Wonders, onde é ilustrada por dois segmentos de arco de tamanho semelhante. A interpretação dada pelos autores é simplesmente que, como as figuras parecem ser concêntricas, se continuada a linha direita que limita o arco superior, esta iria cortar o arco inferior, pelo que este deve ser maior.
Em 1892, a ilusão foi estudada por Joseph Jastrow, em conjunto com outras ilusões semelhantes, descrevendo-as como ilusões de discernimento e não de percepção e interpretando-as como o resultado de avaliar o mundo relativamente ao que o rodeia ao invés de termos absolutos.

## Principais Estudos Empíricos
Em 1960, Imai estudou diferentes combinações de medidas para observar quando é que a ilusão seria maior e verificou que o efeito máximo se observa quando o raio interno é 60% do raio externo, quando o ângulo de abertura é 80º, o ângulo de corte é 0º e as figuras estão dispostas horizontalmente, uma acima da outra.
Em 1992, Kennedy et al verificaram que, quando era fornecida mais informação acerca das figuras, ao alterar as suas posições relativas, a ilusão mantinha-se, mas os participantes estavam conscientes do tamanho real das figuras. Em 1993, Pick e Pierce estudaram as diferenças e semelhanças entre a ilusão de Jastrow e a ilusão de Ponzo, comparando teorias usadas para explicar ambas e modificando os arcos para estudar a percepção do comprimento das linhas, em vez da percepção das áreas dos arcos.
Em 2008, Maniatis publicou uma dissertação onde apresentou a ilusão da Torre Inclinada como sendo uma variante da ilusão de Jastrow. A ilusão da Torre Inclinada ocorre quando duas imagens idênticas da torre inclinada de Pisa são situadas lado a lado e a segunda aparenta ter uma maior inclinação. Maniatis declara que isto acontece devido aos contornos do topo das torres serem divergentes.
Em 2015, Tomonaga demonstrou que a ilusão se verifica tanto em humanos como em chimpanzés. Estes resultados surgiram ao tentar comparar a ilusão de Jastrow com a ilusão Face Gorda (Fat Face), que consiste em alinhar duas imagens idênticas da mesma cara verticalmente, e percepcionar a cara de baixo como sendo mais gorda. O estudo pode indicar uma dissociação entre as ilusões ou entre os processamentos de faces entre humanos e chimpanzés.

## Implicações Teóricas, Práticas e/ou Aplicadas
Em 1987, Massironi et al. estudaram o efeito da ilusão em pacientes com negligência unilateral, ou negligência hemiespacial, verificando que pessoas com esta condição não percepcionam a ilusão quando as figuras estavam alinhadas ipsilateralmente com a lesão cerebral, o que revelou a possibilidade do uso da ilusão modificada como teste diagnóstico para a condição.

Em 2016, Chouinard et al. estudaram a suscetibilidade de pessoas com transtorno do espetro autista a várias ilusões visuoespacial, concluindo que, maioritariamente, os sujeitos percepcionavam a ilusão, o que veio contrariar estudos anteriores.